# Saab 9-X BioHybrid
Saab 9-X Biohybrid — концепт-кар, разработанный компанией Saab в 2008 году и впервые показанный на Женевском автосалоне. Он основан на платформе GM Delta и, как считалось, дает представление об отмененном Saab 9-1X.
У него вход без ключа и маленькие камеры вместо зеркал заднего вида. На крыше расположена солнечная панель, как в Saab EV-1, для зарядки аккумулятора как во время движения, так и на стоянке. Фары автоматические. Фронтальная камера определяет, встретите ли вы другую машину.
Передняя часть автомобиля повторяет дизайн Saab Aero-X, а задняя часть имеет обрезанный вид, как у Saab 9-X. Он оснащен рядным четырехцилиндровым двигателем с турбонаддувом E85 и непосредственным впрыском топлива, способным работать с гибким топливом, объемом 1,4 литра, развивающим 200 л. с. (149 кВт) при 5000 об / мин и 280 Нм при 1750-5000 об / мин. С двигателем с помощью ремня соединена гибридная система GM BAS+, которая может обеспечить мощность до 19 л. с..
Двигатель соединен с механической шестиступенчатой коробкой передач с автоматическим сцеплением. Разгон от 0 до 100 км/ч достигается за 7,9 секунды, а максимальная скорость составляет 216 км/ч. В нем четыре сиденья, хотя пространство для головы сзади несколько ограничено. Как следует из названия, он работает как на обычном бензине, так и на бензине E85.
Расход топлива (при работе на E85) составляет 6,41 литра на 100 км, а выбросы CO2 из бака на колесо составляют 105 г/км. При движении со скоростью более 70 км/ч задний спойлер выдвигается, а диффузор под днищем выдвигается из нижней части заднего бампера. При торможении на скорости выше 100 км/ч спойлер действует как воздушный тормоз, а также используется для увеличения прижимной силы автомобиля.